# Uladivske, Kalînivka
Uladivske (în ucraineană Уладівське) este localitatea de reședință a comunei Uladivske din raionul Kalînivka, regiunea Vinnița, Ucraina.

## Demografie
Componența lingvistică a localității Uladivske
     Ucraineană (99,42%)
     Alte limbi (0,58%)
Conform recensământului din 2001, majoritatea populației localității Uladivske era vorbitoare de ucraineană (99,42%), existând în minoritate și vorbitori de alte limbi.